# Club 12 de Octubre de Santo Domingo
Este artículo trata sobre el club asunceno, para el itaugüeño véase 12 de Octubre Football Club.
El Club 12 de Octubre de Santo Domingo, es una institución deportiva y social de Paraguay con sede en el barrio Santo Domingo de la ciudad de Asunción. Fue fundado 12 de octubre de 1922. Es conocido por su equipo de fútbol profesional que juega en la Segunda división del fútbol paraguayo. El club ha obtenido tres campeonatos en la extinta Federación Paraguaya de Deportes. 
Sus partidos de local los disputa en el Estadio Rafael Giménez, que tiene una capacidad de 1500 asientos aproximadamente.

## Historia
Fundado 12 de octubre de 1922. En el año 1936 formó parte de los clubes fundadores de la Federación Paraguaya de Deportes, en la que logró tres títulos. Con la extinción de esta, pasó a las divisiones de ascenso de la Liga Paraguaya de Fútbol. 
Ascenso
En la hoy llamada Asociación Paraguaya de Fútbol ha jugado en todas las divisiones salvo la primera, desde la Segunda hasta la Cuarta División. Allí, su primer título oficial lo logró en 1965 cuando se coronó campeón de la entonces Segunda de Ascenso (Tercera División) y ascendió a la Primera de Ascenso (Segunda División). Volvió a ganar ese título en 1997, ascendiendo nuevamente a la Segunda División denominada División Intermedia para esa época. Se mantuvo en la División Intermedia durante tres temporadas (1998-2000), desde el 2001 volvió a la Tercera División.
Luego de tres temporadas volvió a descender, esta vez por vez primera llegó a la Primera C para la temporada 2004, cuando descendieron un total de cuatro clubes (todo un récord para disminuir la cantidad de equipos de la Tercera).
En la temporada 2011 se coronó de nuevo campeón, esta vez de la Cuarta División y así logró su ascenso a la Primera B para la temporada 2012. En esa temporada terminó en último lugar en la tabla junto al Club 1° de Marzo. Así que tuvo que definir el descenso en partidos extras contra ese club, finalmente el 12 de Octubre SD logró ganar el desempate y envió al Club 1° de Marzo a la Primera División C. Pero para la temporada siguiente el club terminó de nuevo en la última posición y descendió de nuevo a la última división.
En su retorno a la Primera División C (cuarta división), en la temporada 2014 no pudo pasar de la primera fase del campeonato.
En la temporada 2015 de la Cuarta División el club cumplió una gran primera fase llegando al tope de la clasificación en esta instancia. Posteriormente tras pasar los cuartos de final, fue eliminado en semifinales.
En la temporada 2016 de la Cuarta División, el club terminó en la cuarta posición en la primera fase, por lo que clasificó a la segunda fase con una bonificación de 0,50 puntos. En esa segunda fase el club terminó en la tercera posición de su grupo y no pudo clasificar al cuadrangular final.

## Palmarés

### Campeonatos oficiales en la APF
- Tercera División[2] (2): 1965, 1997,2023.
- Cuarta División (1): 2011, 2019.

### Campeonatos amateur
- Federación Paraguaya de Deportes (3): 1945, 1946, 1948.